# Saint-Maurice (Quebec)
Saint-Maurice es un municipio parroquial canadiense situado en la provincia de Quebec.

## Superficie
Saint-Maurice tiene una superficie de 91,36 km².

## Demografía
En 2021, tenía 3432 habitantes, una densidad poblacional de 37,6 hab./km², y 1409 viviendas.